# 明暗寺
明暗寺（みょうあんじ）は、京都市東山区にある普化正宗総本山の寺院。山号は虚霊山。本尊は虚竹禅師像。尺八根本道場。時代劇でよく虚無僧が「明暗」という文字を掲げた偈箱を着けており、一見宗教的な意味を持っているように見えるが、実際は「私は明暗寺の所属である」という程度の意味である。

## 歴史
建武2年（1335年）、天外明普が虚竹了円を開山と仰ぎ、京都三条白川に創建した。明治4年（1871年）に廃仏毀釈により廃宗廃寺となったが、寺が所蔵していた虚竹了円禅師像などが東福寺の塔頭である善慧院（ぜんねいん）に預けられ、明治23年（1890年）、「明暗教会」として復興。さらに昭和25年（1950年）に善慧院に間借りする形で「宗教法人普化正宗明暗寺」として再興された。善慧院には和尚（善慧院住職）と明暗尺八の法系を継ぐ尺八看首がいる。